# Vườn quốc gia Niokolo-Koba
Vườn quốc gia Niokolo-Koba (tiếng Pháp: Parc National du Niokolo Koba) là một vườn quốc gia ở phía đông nam Sénégal, gần với biên giới với Guiné-Bissau. Được thành lập vào năm 1925 như là một khu bảo tồn, Niokolo-Koba sau đó được tuyên bố là một vườn quốc gia vào ngày 1 tháng 1 năm 1954. Sau một đợt mở rộng diện tích vào năm 1969, vườn quốc gia có diện tích như hiện tại. Năm 1981, vườn quốc gia được UNESCO công nhận là Di sản thế giới. Đây là khu bảo tồn quan trọng của loài Sư tử Tây Phi.

## Địa lý
Vườn quốc gia nằm tại một vùng cao, nơi có sông Gambia chảy qua, hướng về phía tây bắc đến biên giới Guinea. Khu dự trữ sinh quyển có diện tích 9.130 kilômét vuông, thuộc hai vùng Kolda và Tambacounda, gần biên giới với Guiné-Bissau và cách biên giới Guinea khoảng 100 kilômét. Độ cao của nó dao động từ 16 đến 311 mét.

## Thực vật
Hầu hết diện tích vườn quốc gia là thảo nguyên rừng và rừng Sudan bán khô cằn, với diện tích lớn của rừng ngập nước và đất ngập nước theo mùa. Vườn quốc gia là nơi chứa 1.500 loài thực vật, với 78% số loài của rừng dọc theo sông của Senegal.
Dọc theo sông Gambia là rất nhiều các loài cây và cây bụi tươi tốt, thay đổi theo địa hình và đất. Trong thung lũng và đồng bằng là những khu vực rộng lớn, nơi có những loài Hòa thảo và Thảo mộc. Đồng cỏ phát triển quá mức thường bao gồm Paspalum arbiculare và Echinochloa. Các loài trong rừng Sudan phát triển trong điều kiện khô cằn. Trong các thung lũng và vành đai rừng mang khí hậu nam Guinea, các loài cây thân gỗ nhiệt đới và cây dây leo phát triển mạnh mẽ. Ngoài ra là một số khu vực phát triển của tre.

## Động vật
Vườn quốc gia nổi tiếng với hệ động thực vật hoang dã. Chính phủ Sénégal ước tính có khoảng 20 loài lưỡng cư, 60 loài cá, 38 loài bò sát, trong đó có 4 loài rùa. Niokolo-Koba là nơi có 80 loài động vật có vú bao gồm Trâu rừng châu Phi, Khỉ đầu chó Guinea, Linh dương Eland lớn, Voi châu Phi, Sư tử Tây Phi, Tinh tinh Tây Phi, linh dương nước, Khỉ đỏ colobus, Khỉ xanh, Khỉ Patas, Linh dương hoẵng, Linh dương lang, Lợn bướu thông thường, Báo châu Phi và đặc biệt là loài Chó hoang Tây Phi quý hiếm, mặc dù chúng được cho là đã tuyệt chủng tại Sénégal.
Ngoài ra, đây còn là nhà của 330 loài chim, đáng chú ý có Đại bàng Martial, Đại bàng Bateleur, Ô tác Ả Rập, Sếu vương miện đen, Mỏ sừng đất Abyssinia, Le nâu mặt trắng.